# Light Years: The Very Best of Electric Light Orchestra
Light Years: The Very Best of Electric Light Orchestra est comme son nom l'indique une  compilation sur deux disques de Electric Light Orchestra, mis en vente en 1997 pour le 25e anniversaire du groupe qui a débuté en 1972. Cette compilation a été éditée seulement au Royaume-Uni, et son équivalent sur le marché américain est Strange Music.

## Titres
Toutes les chansons sont écrites et composées par Jeff Lynne, sauf mention du contraire.
| 1.  | Turn to Stone               |  | 3:50 |
| 2.  | Evil Woman                  |  | 4:17 |
| 3.  | Livin' Thing                |  | 3:34 |
| 4.  | Twilight                    |  | 3:38 |
| 5.  | Telephone Line              |  | 4:42 |
| 6.  | Four Little Diamonds        |  | 4:07 |
| 7.  | Xanadu                      |  | 3:30 |
| 8.  | Last Train to London        |  | 4:33 |
| 9.  | Strange Magic               |  | 4:09 |
| 10. | Ma-Ma-Ma Belle              |  | 3:21 |
| 11. | Confusion                   |  | 3:42 |
| 12. | Rock 'n' Roll Is King       |  | 3:06 |
| 13. | The Way Life's Meant to Be  |  | 4:40 |
| 14. | Can't Get It Out of My Head |  | 3:08 |
| 15. | Secret Messages             |  | 3:36 |
| 16. | Calling America             |  | 3:28 |
| 17. | Don't Look Away             |  | 4:41 |
| 18. | Don't Bring Me Down         |  | 4:04 |
| 19. | Mr. Blue Sky                |  | 5:03 |

| 1.  | Sweet Talkin' Woman      |             | 3:48 |
| 2.  | I'm Alive                |             | 3:44 |
| 3.  | Shine a Little Love      |             | 4:12 |
| 4.  | Ticket to the Moon       |             | 4:08 |
| 5.  | Illusions in G Major     |             | 2:39 |
| 6.  | So Serious               |             | 2:43 |
| 7.  | Nightrider               |             | 3:45 |
| 8.  | All Over the World       |             | 4:01 |
| 9.  | Here Is the News         |             | 3:44 |
| 10. | The Diary of Horace Wimp |             | 4:18 |
| 11. | Across the Border        |             | 3:51 |
| 12. | Showdown                 |             | 4:11 |
| 13. | Hold on Tight            |             | 3:07 |
| 14. | Wild West Hero           |             | 4:40 |
| 15. | Do Ya                    |             | 3:45 |
| 16. | 10538 Overture           |             | 4:04 |
| 17. | Getting to the Point     |             | 4:30 |
| 18. | Rockaria!                |             | 3:15 |
| 19. | Roll Over Beethoven      | Chuck Berry | 4:34 |